# Sphaerostilbella berkeleyana
Sphaerostilbella berkeleyana är en svampart som först beskrevs av Plowr. & Cooke, och fick sitt nu gällande namn av Samuels & Cand. 1995. Sphaerostilbella berkeleyana ingår i släktet Sphaerostilbella och familjen Hypocreaceae.  Artens status i Sverige är: Ej påträffad. Inga underarter finns listade i Catalogue of Life.